# Paradoxoglanis caudivittatus
Paradoxoglanis caudivittatus és una espècie de peix de la família dels malapterúrids i de l'ordre dels siluriformes.

## Morfologia
- Les femelles poden assolir 12,5 cm de llargària total.
- Nombre de vèrtebres: 38-40.[4]

## Alimentació
Menja crustacis bentònics (gambes) i insectes.

## Distribució geogràfica
Es troba a Àfrica: conca del riu Congo a la República Democràtica del Congo.